# ザ・サンド
『ザ・サンド』（原題：The Sand）は、2015年のアメリカ合衆国の映画。
撮影期間はわずか12日間だったという。

## ストーリー
前夜のビーチパーティの翌日、二日酔いの若者グループは太陽の鋭い日差しで起きた。しかし、予期せぬ恐怖が彼らを襲う。
グループの一人が砂浜に降りた瞬間、地中から現れる無数の触手に体を吸いつかれ、無残に切り刻まれ、血の塊となって地面に沈んでしまう。ビーチそのものが肉食性の怪物と化していたのだった。ありえない事態にとまどいながらも生き残った6名の男女は、砂浜に体を触れないように、故障した車、監視塔、サーフボードを駆使して、砂浜からの脱出を図るが……。

## キャスト
| 役名                 | 俳優                        | 日本語吹替 |
| -------------------- | --------------------------- | ---------- |
| ケイリー             | ブルック・バトラー          | 野々山恵梨 |
| ギルバート           | クレオ・ベリー              | 佐々木祐介 |
| ロニー               | シンシア・マレル            | 福乃愛     |
| ジョナ               | ディーン・ガイヤー          | 庄司然     |
| シャンダ             | ミーガン・ホルダー          | かとう有花 |
| ミッチ               | ミッチェル・ムッソ          | 市橋尚史   |
| アレックス（警備員） | ジェイミー・ケネディ        | 西垣俊作   |
| ヴィンス             | ヘクター・デイヴィッド・Jr. | 八木隆典   |
| マーシャ             | ニッキー・リー              | 高橋佳那子 |

- その他の声の吹き替え：秦正武、木倉康孝、藤間つよし、黒埼未来、葉月結芽、猪股由起